# Dinamarca en los Juegos Paralímpicos de Arnhem 1980
Dinamarca estuvo representada en los Juegos Paralímpicos de Arnhem 1980 por un total de 42 deportistas, 32 hombres y 10 mujeres.

## Medallistas
El equipo paralímpico danés obtuvo las siguientes medallas:
| Nombre                 | Deporte       | Evento                                       |
| ---------------------- | ------------- | -------------------------------------------- |
| Oro                    |               |                                              |
| Lissi Kogi             | Atletismo     | Jabalina 4 femenino                          |
| Henrik Thomsen         | Atletismo     | 80 m CP D masculino                          |
| Jørn Nielsen           | Atletismo     | Pentatlón E1 masculino                       |
| Jan Kristensen         | Tiro          | Rifle de aire en tres posiciones 1A-1C mixto |
| Jan Kristensen         | Tiro          | Rifle de aire de pie 1A-1C mixto             |
| Finn Larsen            | Tiro con arco | Doble ronda FITA amputación masculino        |
| Plata                  |               |                                              |
| Ingrid Lauridsen       | Atletismo     | Eslalon 2 femenino                           |
| Lissi Kogi             | Atletismo     | Peso 4 femenino                              |
| Henrik Thomsen         | Atletismo     | 800 m CP D masculino                         |
| Jørn Nielsen           | Atletismo     | Salto de longitud E1 masculino               |
| Bronce                 |               |                                              |
| Jørn Nielsen           | Atletismo     | 1500 m E1 masculino                          |
| Jensen Frits Steilborg | Atletismo     | Eslalon 2 masculino                          |
| Equipo                 | Atletismo     | 4 × 80 m CP D masculino                      |
| Dorthe Bach            | Natación      | 50 m braza CP C femenino                     |
| Dorthe Bach            | Natación      | 50 m espalda CP C femenino                   |
| Jørn Nielsen           | Natación      | 50 m espalda E1 masculino                    |
| Jan Kristensen         | Tiro          | Rifle de aire de rodillas 1A-1C mixto        |